# Kaveh (artist)
Kaveh Kholardi, född 10 juli 1994, är en norsk rappare, låtskrivare, artist och producent från Grünerløkka i Oslo. Kavehs föräldrar är från Iran.
Kaveh började sin musikkarriär 2009, som 15-åring, då han vann Rapvalgs tävling för artister. Han släppte sin första låt 2010. Kaveh slog igenom stort 2014 med låten Snufs. Låten kom högt på topplistor och blev en av årets mest strömmade norska låtar, samt nominerades till Årets låt i P3 Gull och NRJ Music Awards.
Kaveh har turnerat på flera festivaler, bland annat Øyafestivalen, Slottsfjellfestivalen och Hovefestivalen. Han har även fått en egen dokumentärserie på norska P3 och på tv-kanalen NRK3.

## Diskografi

### Album
- Sannheten Sårer (2014)

### EP:ar
- Alt eller ingenting (2011)
- Tiden er din (2012)
- Hjertet kommer først (2013)
- Salute (2016)

### Singlar
- "Det er greit" (2012)
- "Börja om" (2013) (med Newkid)
- "Snufs" (2013) (med OnklP)
- "En av dem" (2013)
- "Fyller deg med glede" (2014)
- "Hakke 10" (2014)
- "Medisin" (2014)
- "Hold kjeft (Remix)" (2015)
- "Jeg har den" (2016)
- "Køyeseng" (2016)
- "I skyggen" (2016)